# Міхеєв Павло Михайлович
Міхеєв Павло Михайлович (4 липня 1944, Харків) — український художник-живописець.

## Життєпис
Народився 4 липня 1944 року у м. Харкові. У 1945 році батьки переїхали до Києва. З 10 років почав опановувати ази малювання. Від 1954 р. відвідував художню студію Н. О. Осташинського, у 1954—1965 — студію образотворчого мистецтва Жовтневого палацу, якою керував В. І. Забашта.
В 1971 р. закінчив Одеське художнє училище ім. Грекова. Вже вперше виставлений у 1973 році на Республіканській виставці «Молоді художники Радянської України», твір П. М. Міхеєва «Ранок» був куплений Міністерством культури України.
1974 року художник поступив на київське відділення Львівського поліграфічного інституту ім. Федорова, яке закінчив у 1980 році. Дипломна робота — серія офортів «Києве мій» (керівники Ф. І. Юр'єв та В. П. Ламах). З того часу П. М. Міхеєв є учасником багатьох вітчизняних та міжнародних виставок. Неодноразово брав участь у творчих поїздках київських художників областями України, зокрема, до будинку творчості у Седнєві. Брав участь у спільних виставках художників м. Києва.
З 1971 р. працював у Києві учителем малювання та креслення, з 1973 — декоратором, оформлювачем.
Із 1979 року — член молодіжного об'єднання Спілки художників України, з 1999 року — член Національної спілки художників України, а згодом — член Живописної секції Київської організації НХСУ.З 1978 по 1992 рр. працював у київському об'єднанні «Художник» на посаді мистецтвознавця. Брав участь у створенні фондів Черкаської художньої галереї (1990).

## Галерея

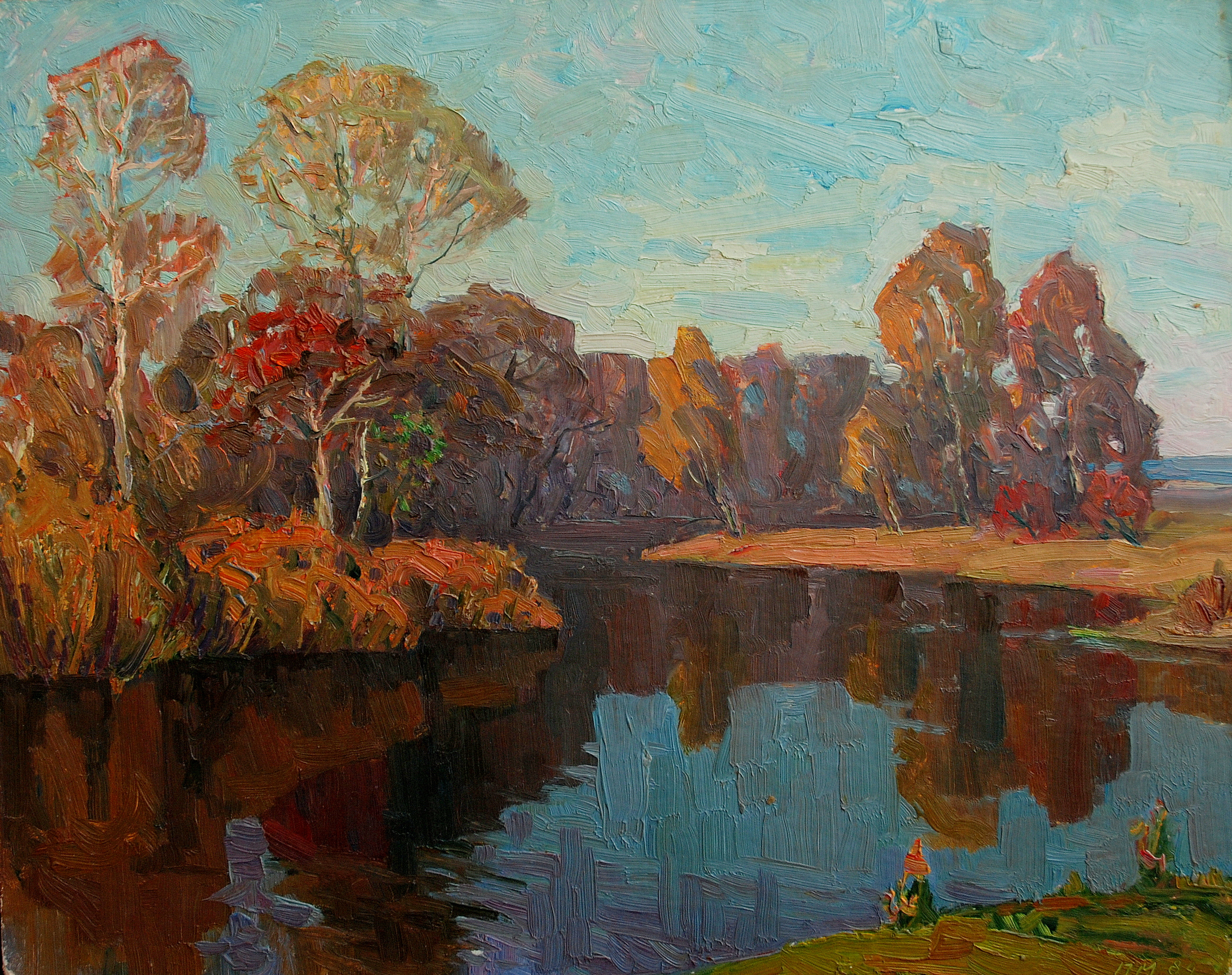
«Осінь у Седнєві»
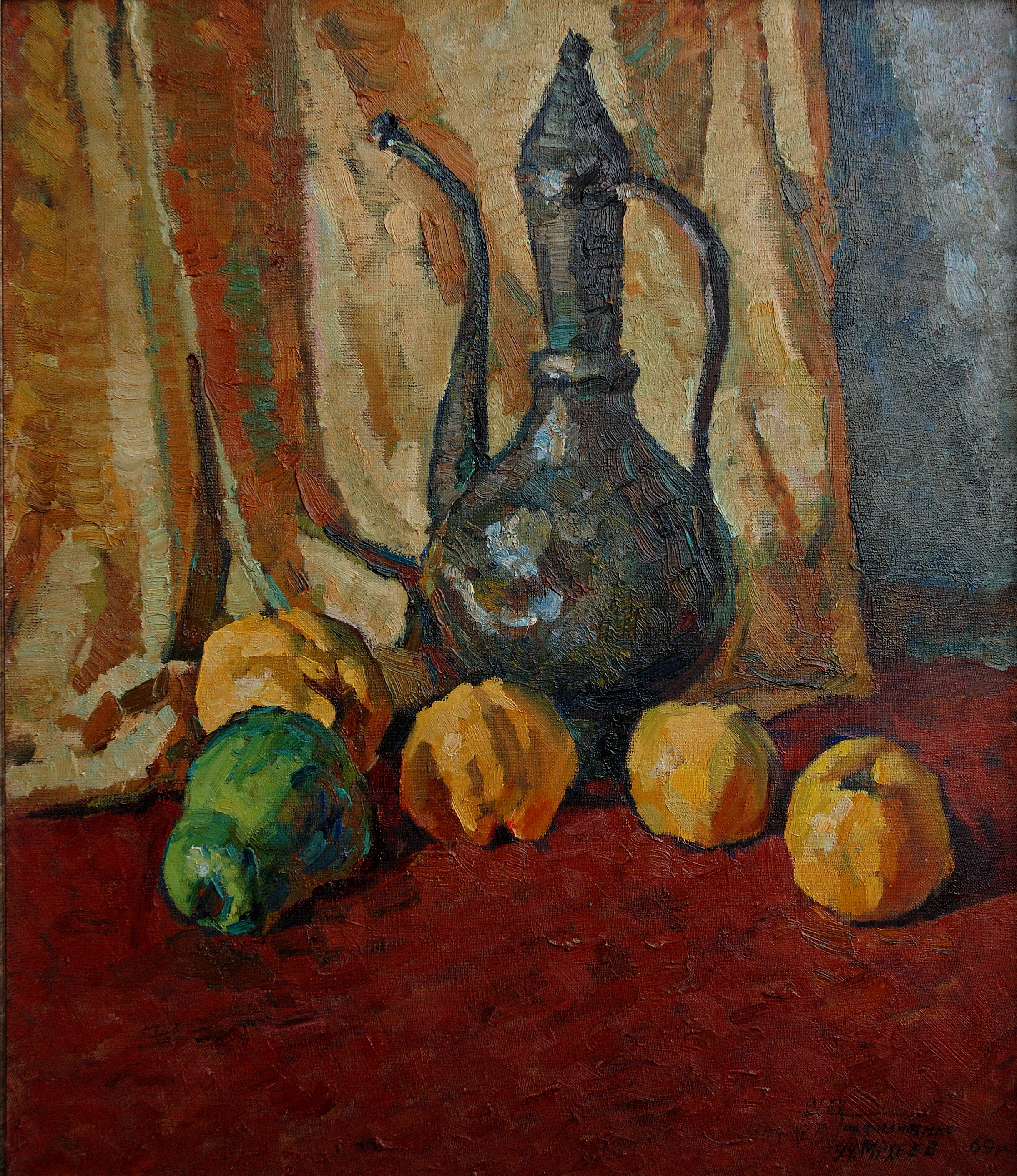
«Натюрморт»
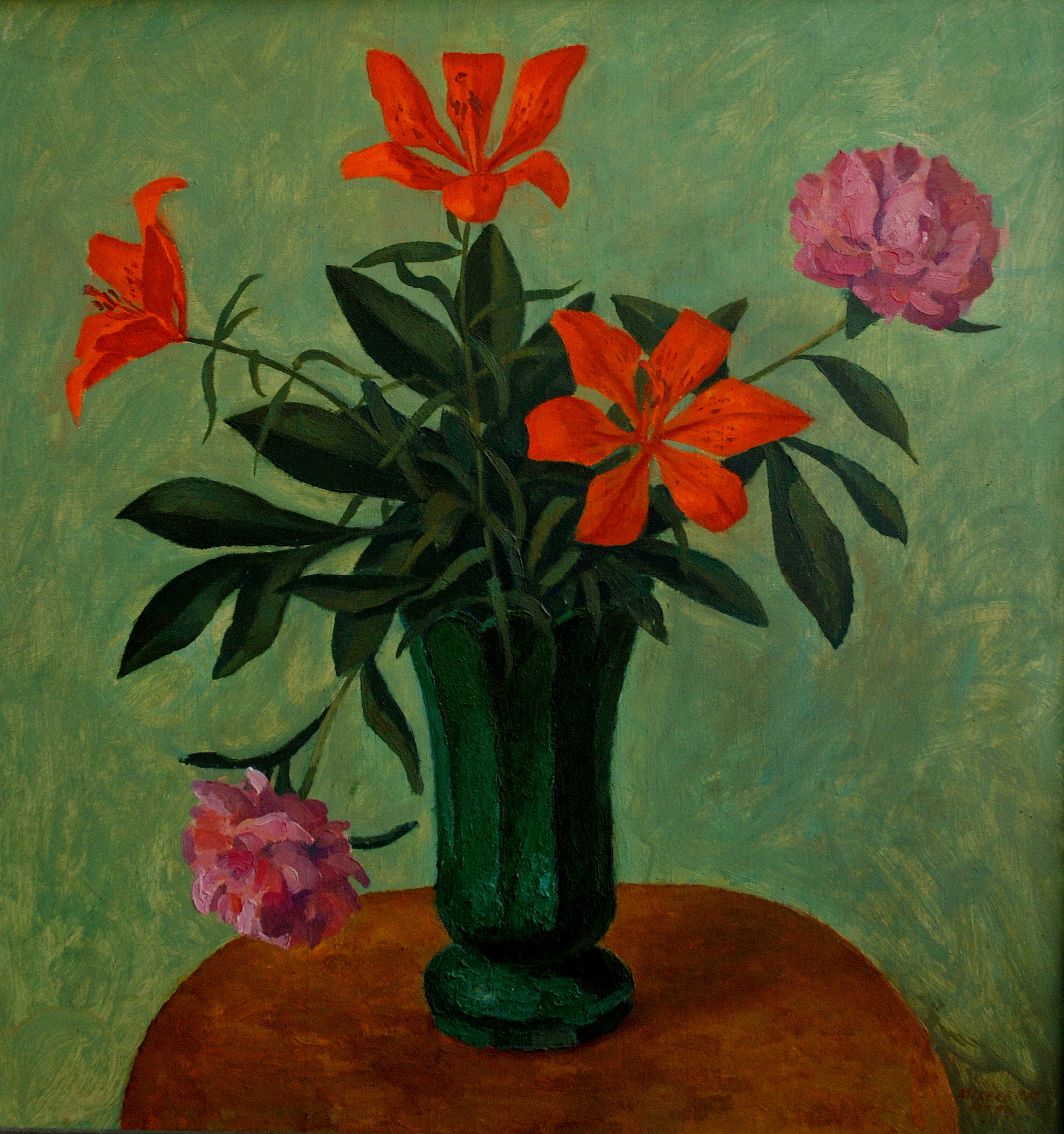
«Квіти у зеленій вазі»
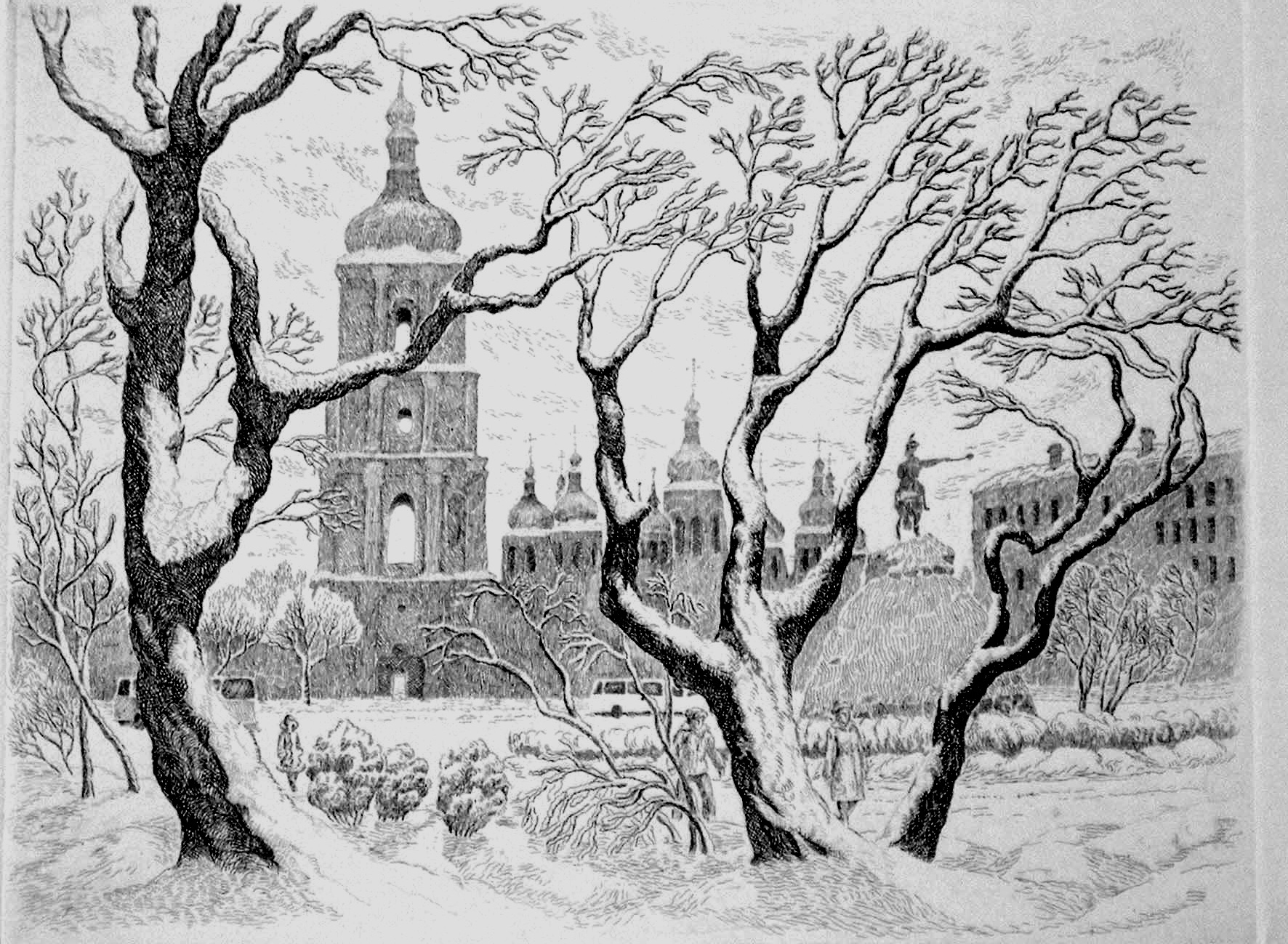
«Софійська площа». Офорт
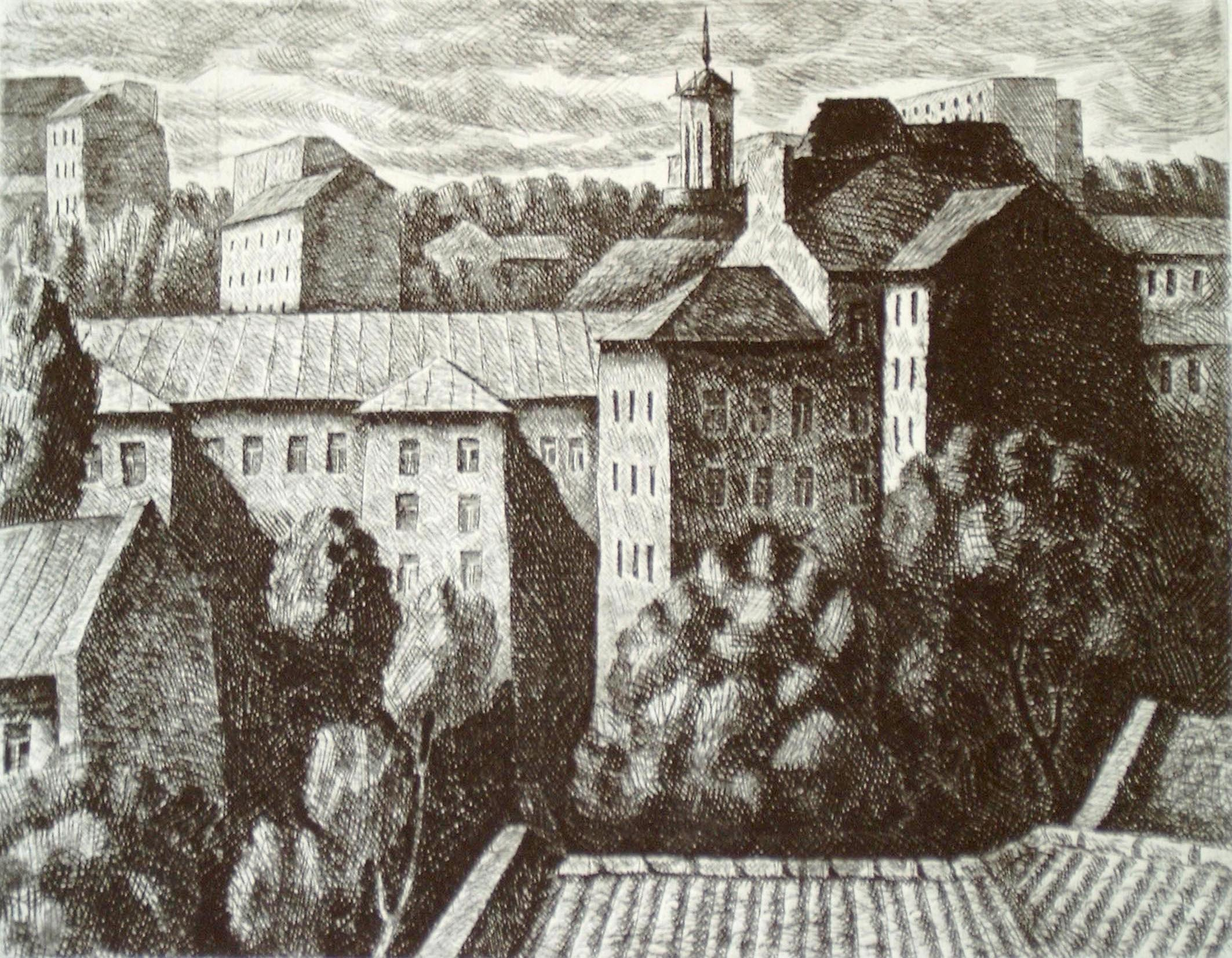
«Вулиця Тарасівська».Офорт
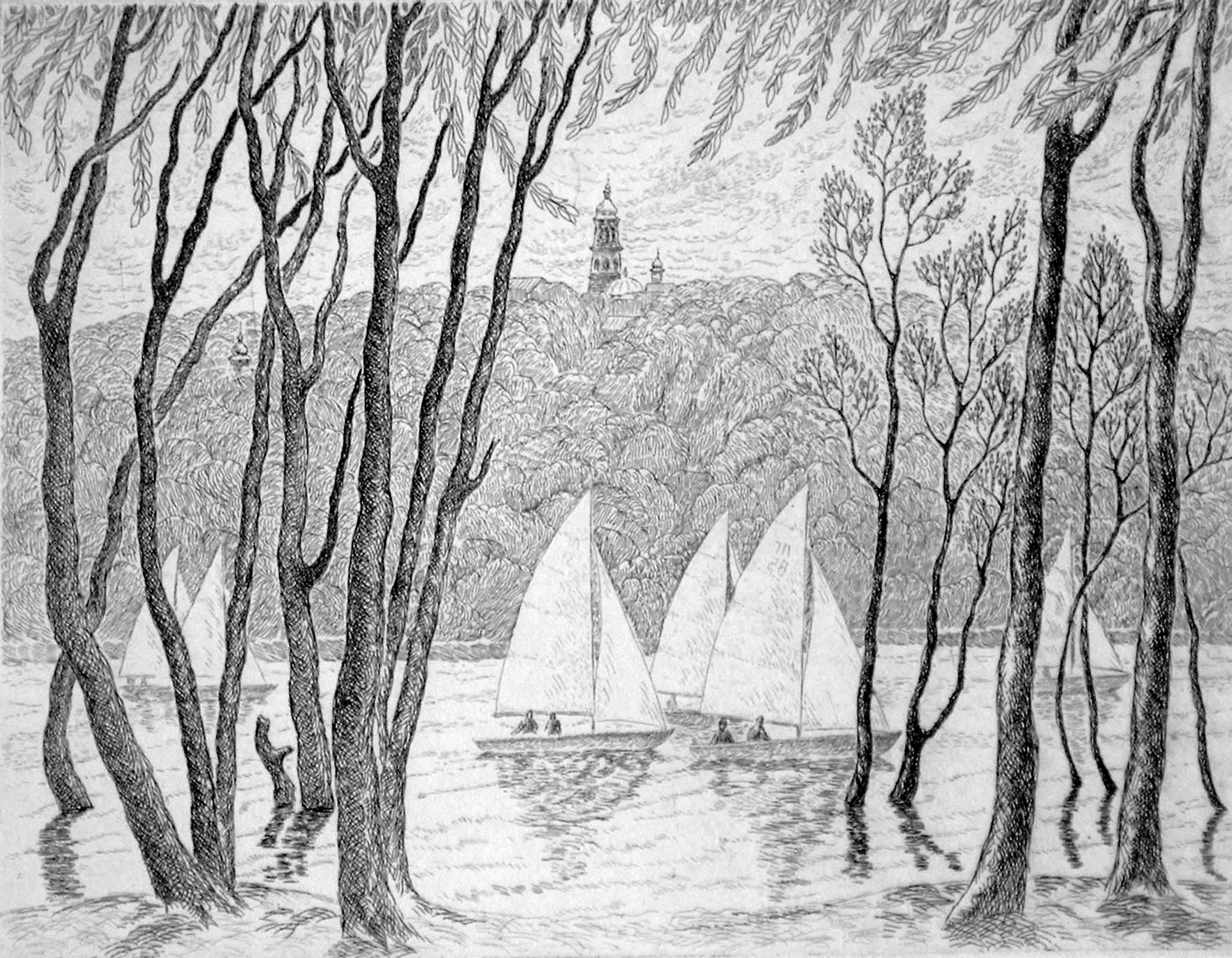
«Дніпро». Офорт
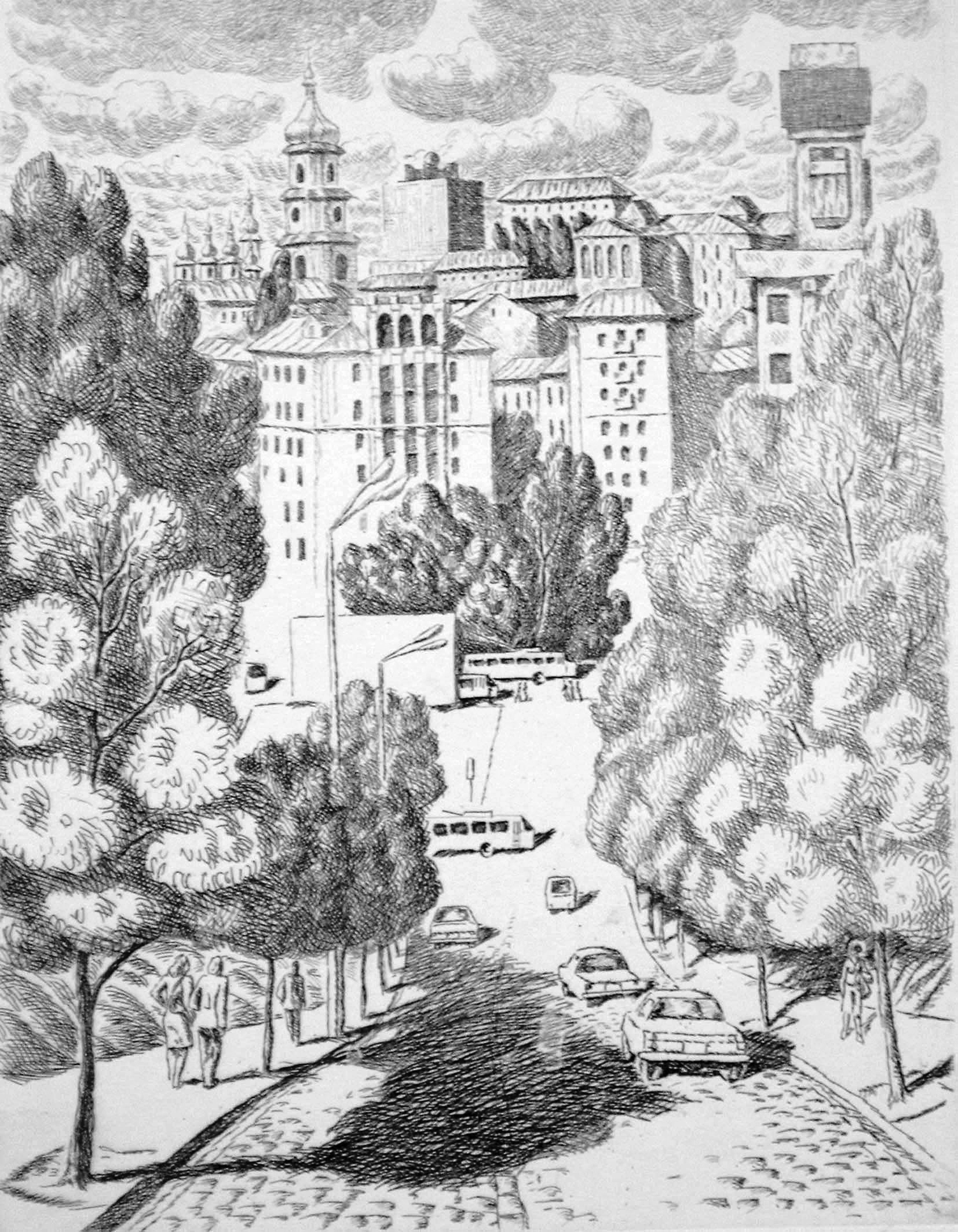
"Вулиця Інститутська" Офорт
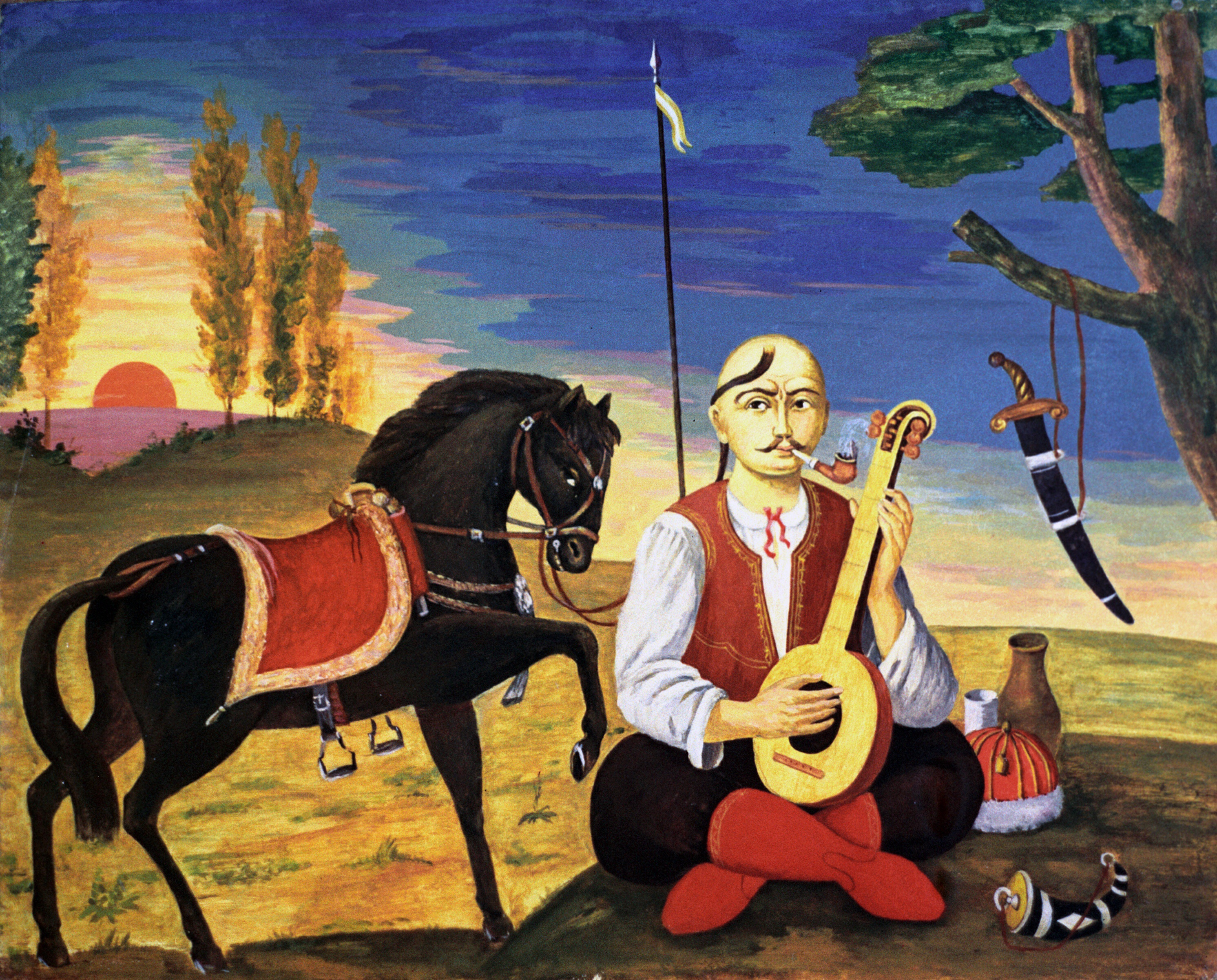
«Козак Мамай»
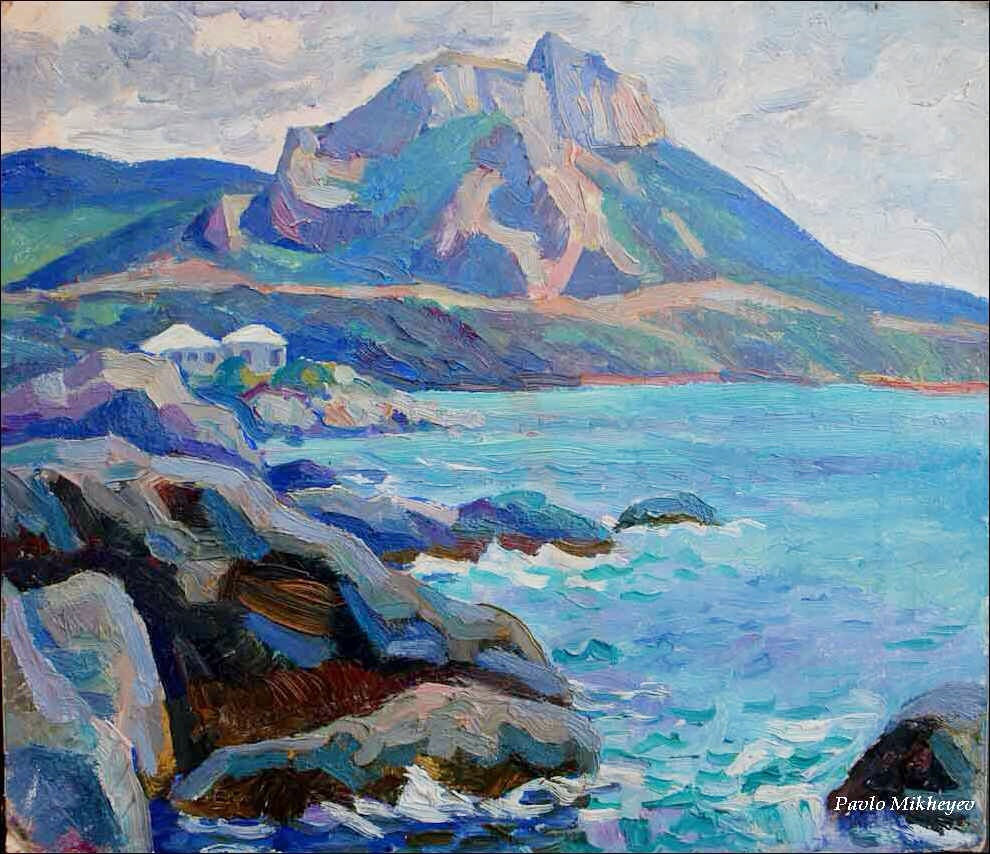
«Кримське узбережжя»
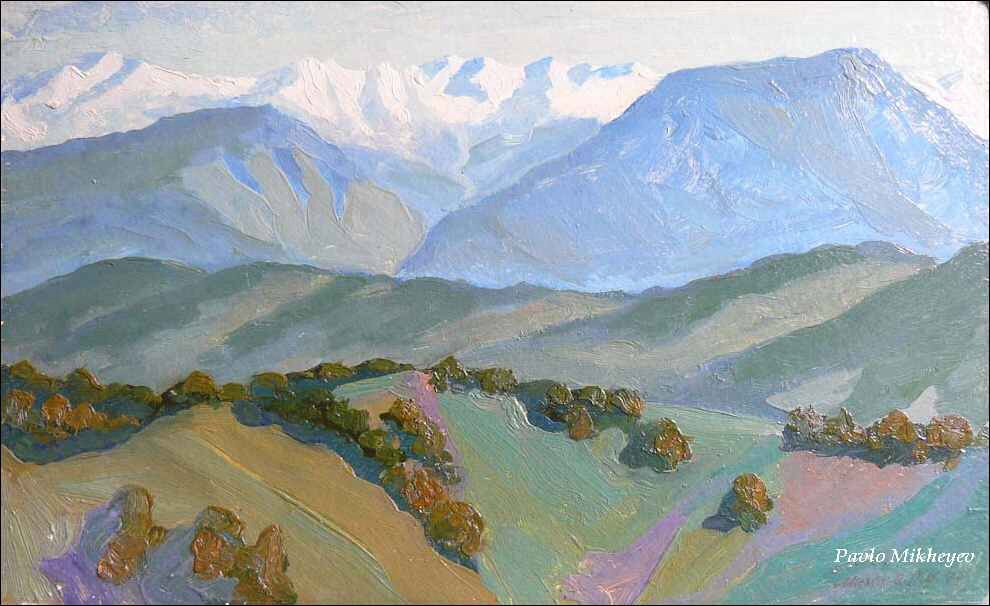
«Кавказькі гори»
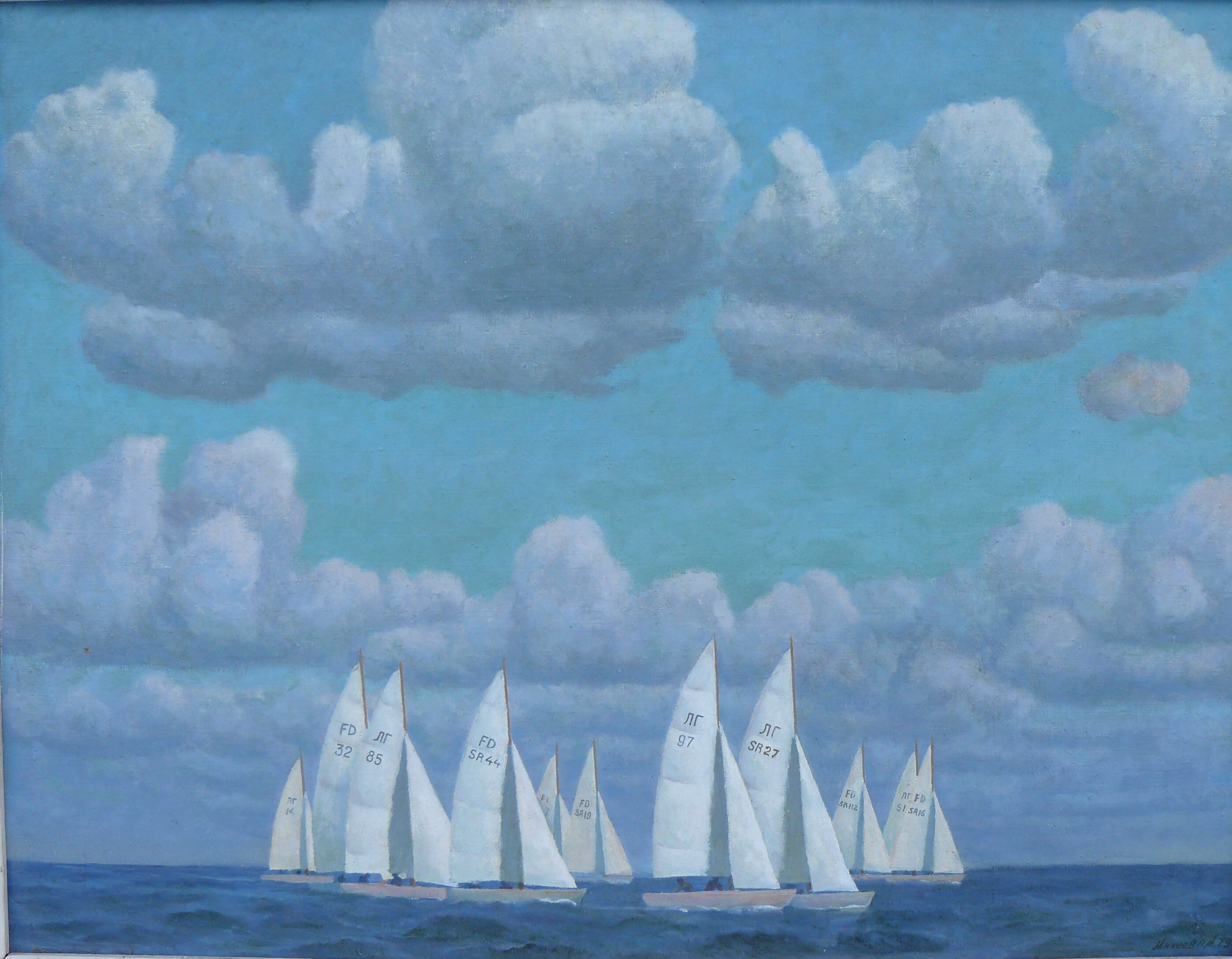
«Київське море»
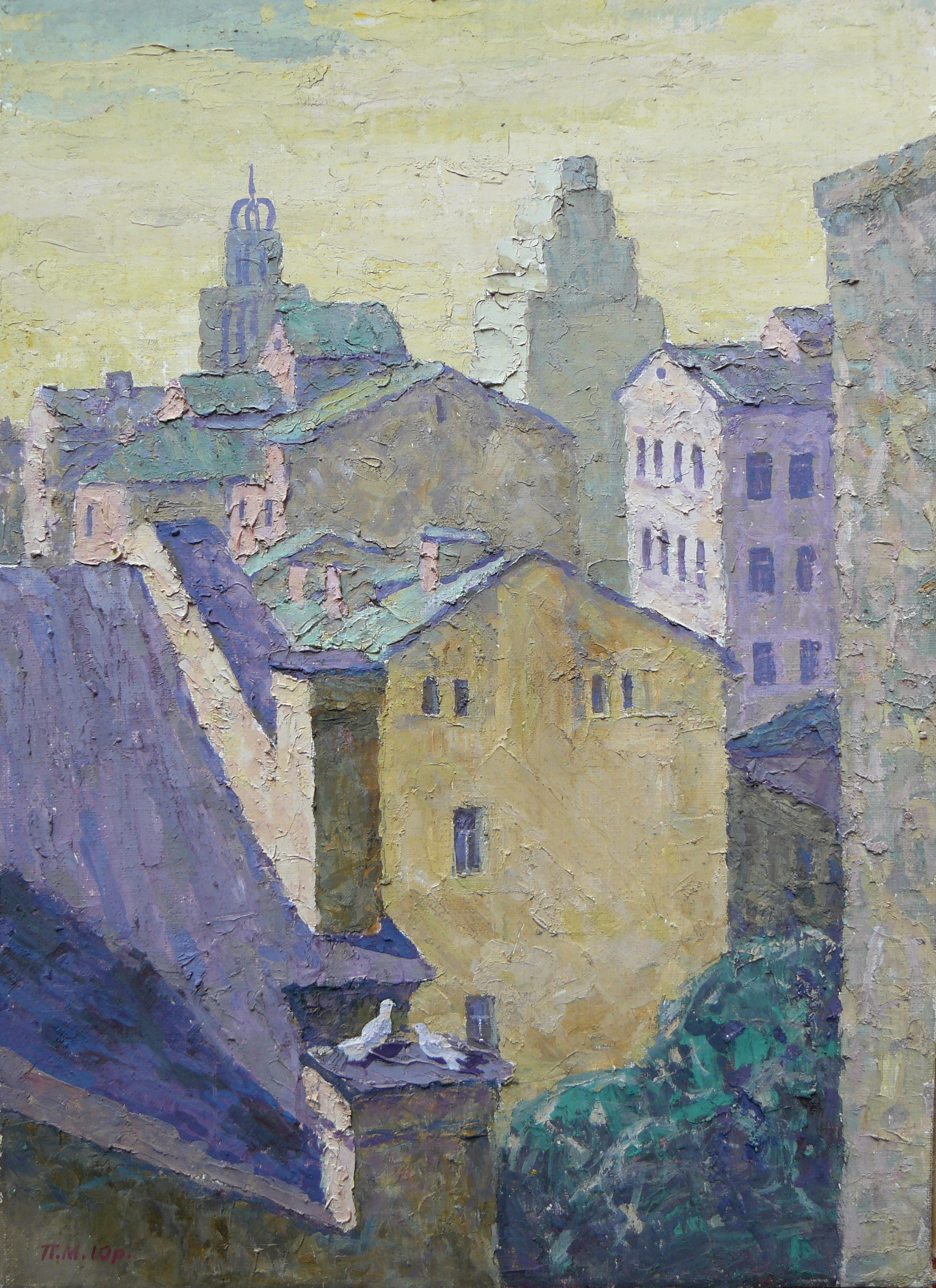
«Київ. Вул. Шота Руставелі. Вікно майстерні»
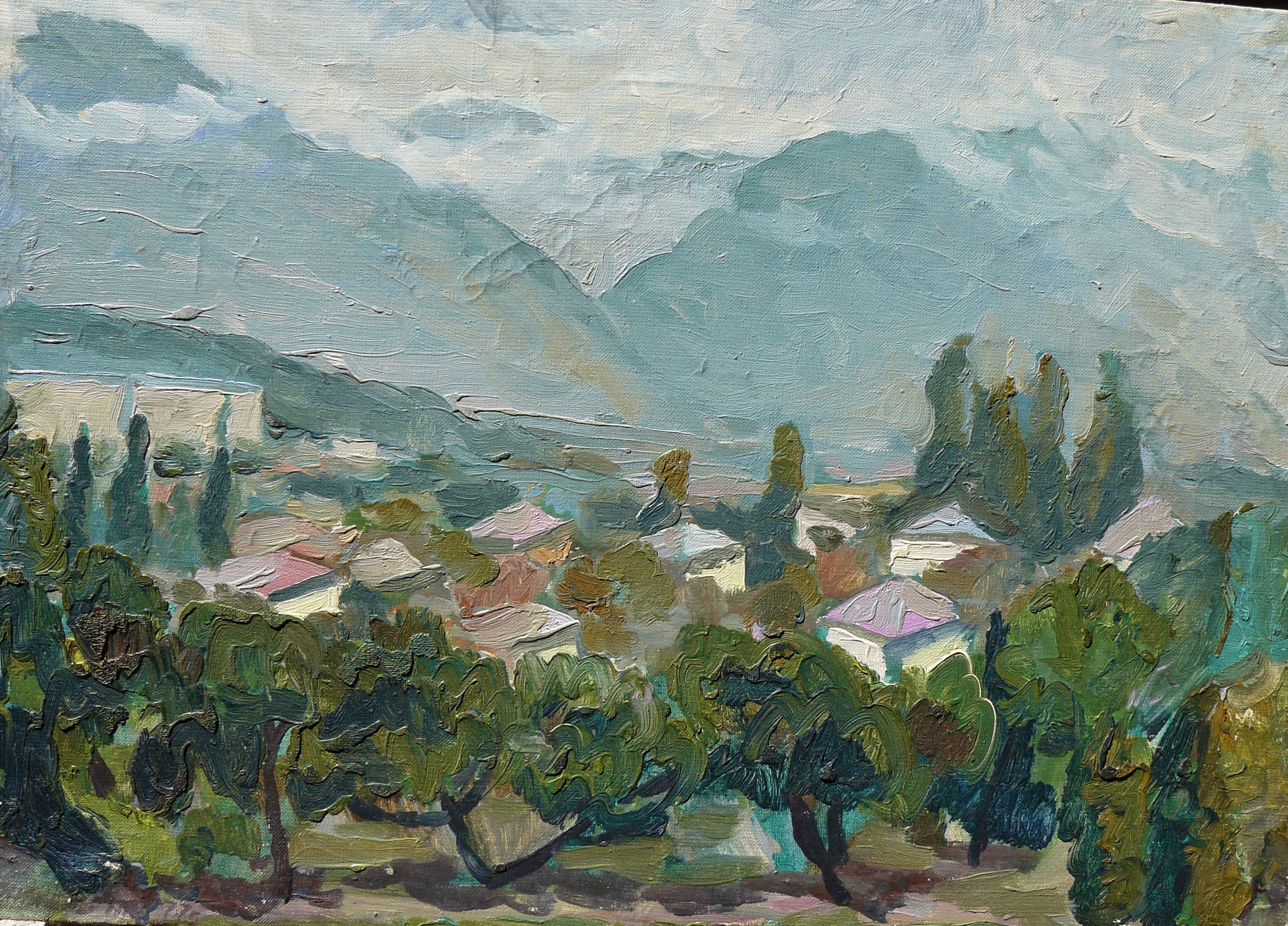
«Грузинські гори»(Georgia Mountains)
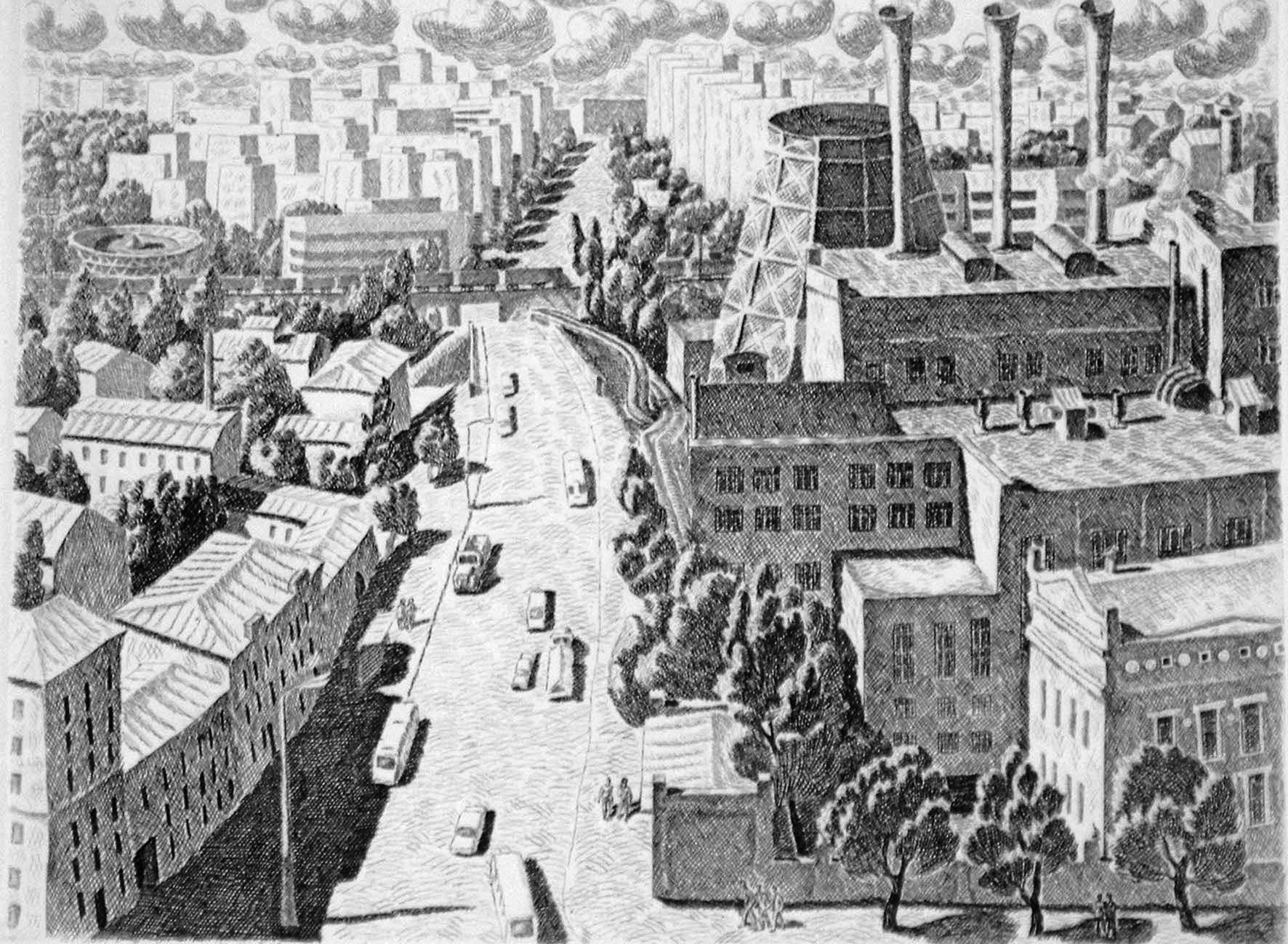
«Серпневі Будні» Офорт
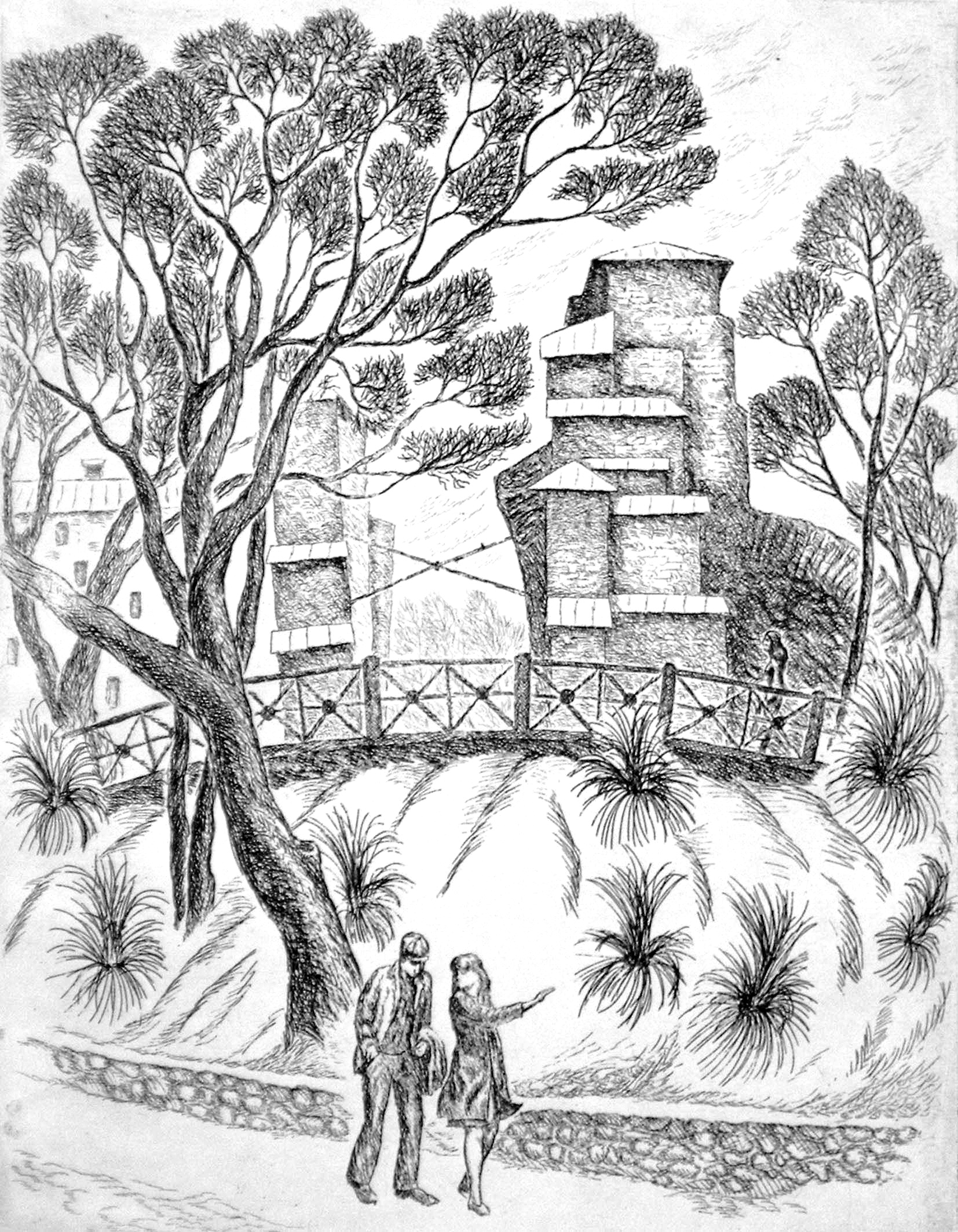
«Золоті Ворота» Офорт